# رضا صفی‌نیا

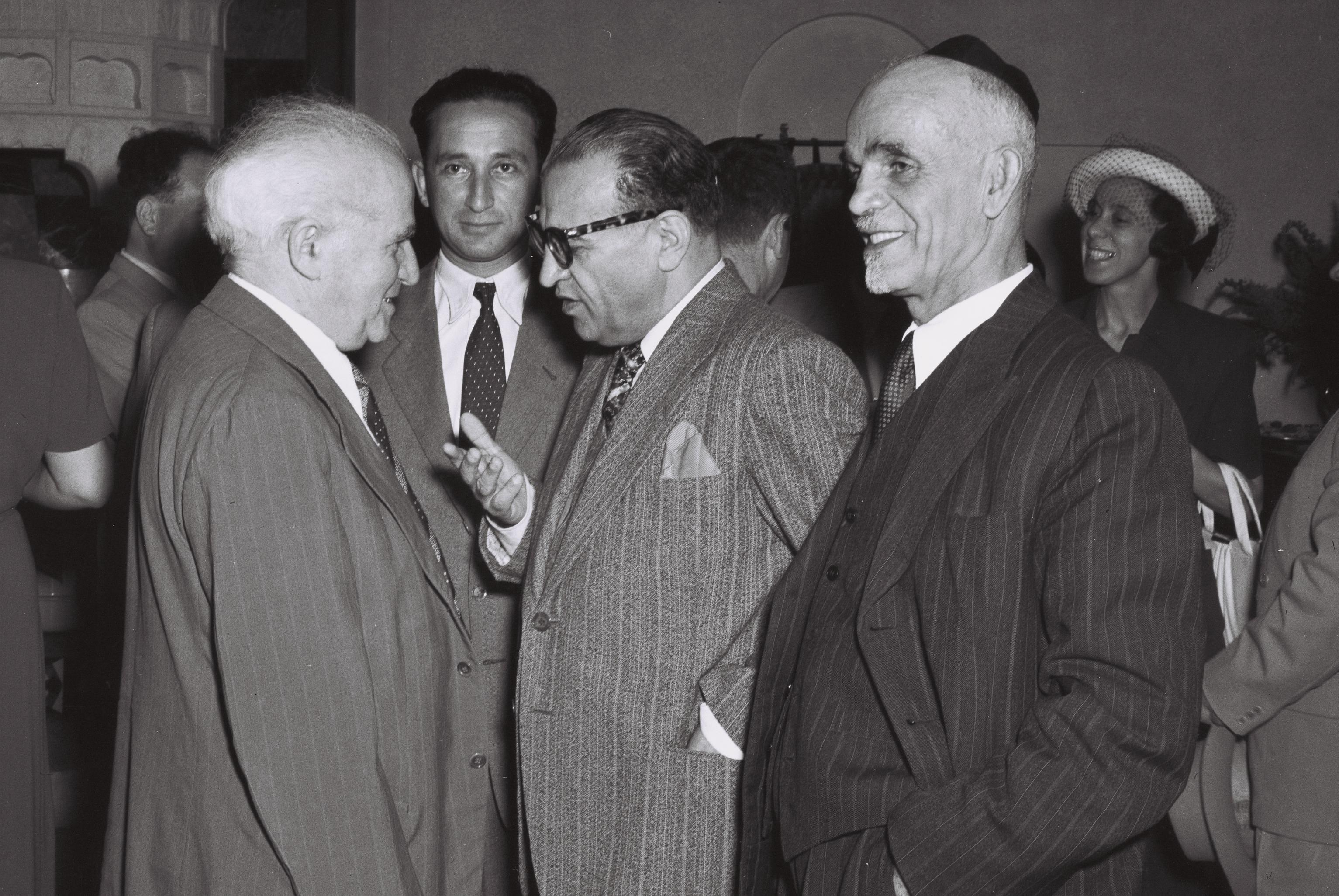
رضا صفی‌نیا، نماینده ویژه ایران در اسرائیل، در حین گفتگو با دیوید بن گوریون نخست‌وزیر و شموئل دیوون، سرپرست وقت بخش خاورمیانهٔ وزارت امور خارجه اسرائیل در مهمانی شامی که توسط نمایندگی ایران در باشگاه YMCA در اورشلیم ترتیب داده شده بود. سپتامبر ۱۹۵۰ م.

رضا صفی‌نیا، دیپلمات ایرانی و کارمند بلندپایهٔ وزارت امور خارجه ایران در دوران سلطنت محمدرضا شاه پهلوی بود. وی دانش‌آموختهٔ رشته حقوق از دانشگاه تهران بود. از جمله مناصب مهم وی می‌توان به نمایندهٔ ویژه دولت شاهنشاهی ایران در اسرائیل اشاره کرد. رضا صفی‌نیا، همسر مهروش مستوفی، نمایندهٔ مردم شمیرانات در دوره بیست و سوم مجلس شورای ملی بود. 
رضا صفی‌نیا همچنین نویسندهٔ چندین کتاب حقوقی و تاریخی است که از آن جمله می‌توان  به کتاب استقلال گمرکی ایران و یا تاریخ روزنامه‌نگاری در ایران اشاره کرد.

## زمینهٔ بازگشت ایرانیان ساکن اسرائیل
رضا صفی‌نیا با برقراری روابط دوستانه با داوید بن گوریون توانست موضوع ۲۸۰ تبعهٔ مسلمان ایرانی را که در جریان جنگ استقلال اسرائیل از سرزمین فلسطین برای مدتی گریخته بودند و تنها ۱۶۰ نفر از آن‌ها اجازهٔ بازگشت مجدد یافته بودند را مطرح و خواستار بازگشت باقی‌ماندهٔ ایرانیانی شود که مقامات اسرائیلی مانع از بازگشتشان به خانه و زندگی‌شان شده بودند. در آن دیدار، نخست‌وزیر اسرائیل وعده داد که شکایت دولت ایران را به سرعت بررسی و مشکل پیش‌آمده را حل نماید.

## نگارخانه

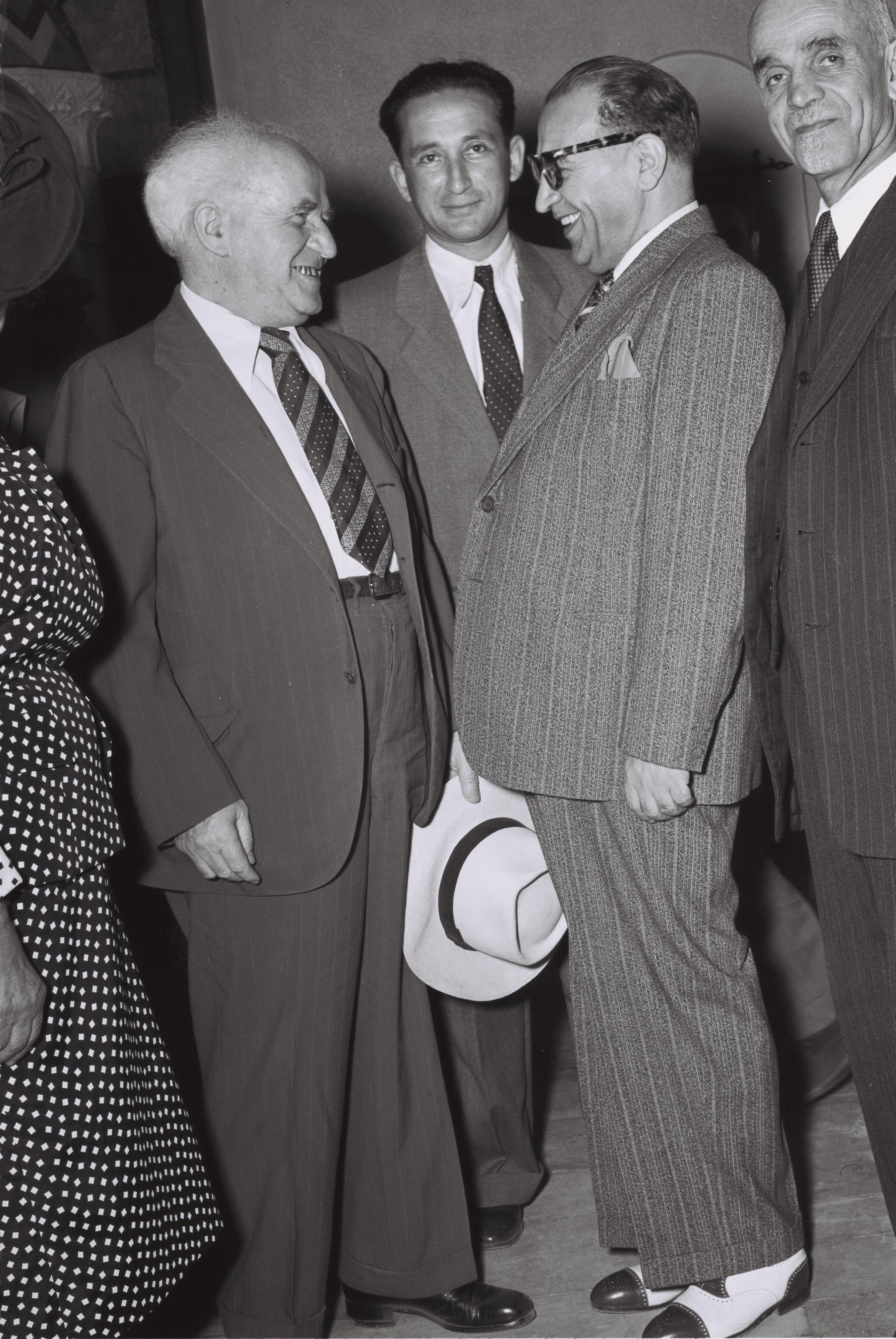
رضا صفی‌نیا حین خوش و بش با داوید بن گوریون، از بنیان‌گذاران اصلی و اولین نخست‌وزیر اسرائیل
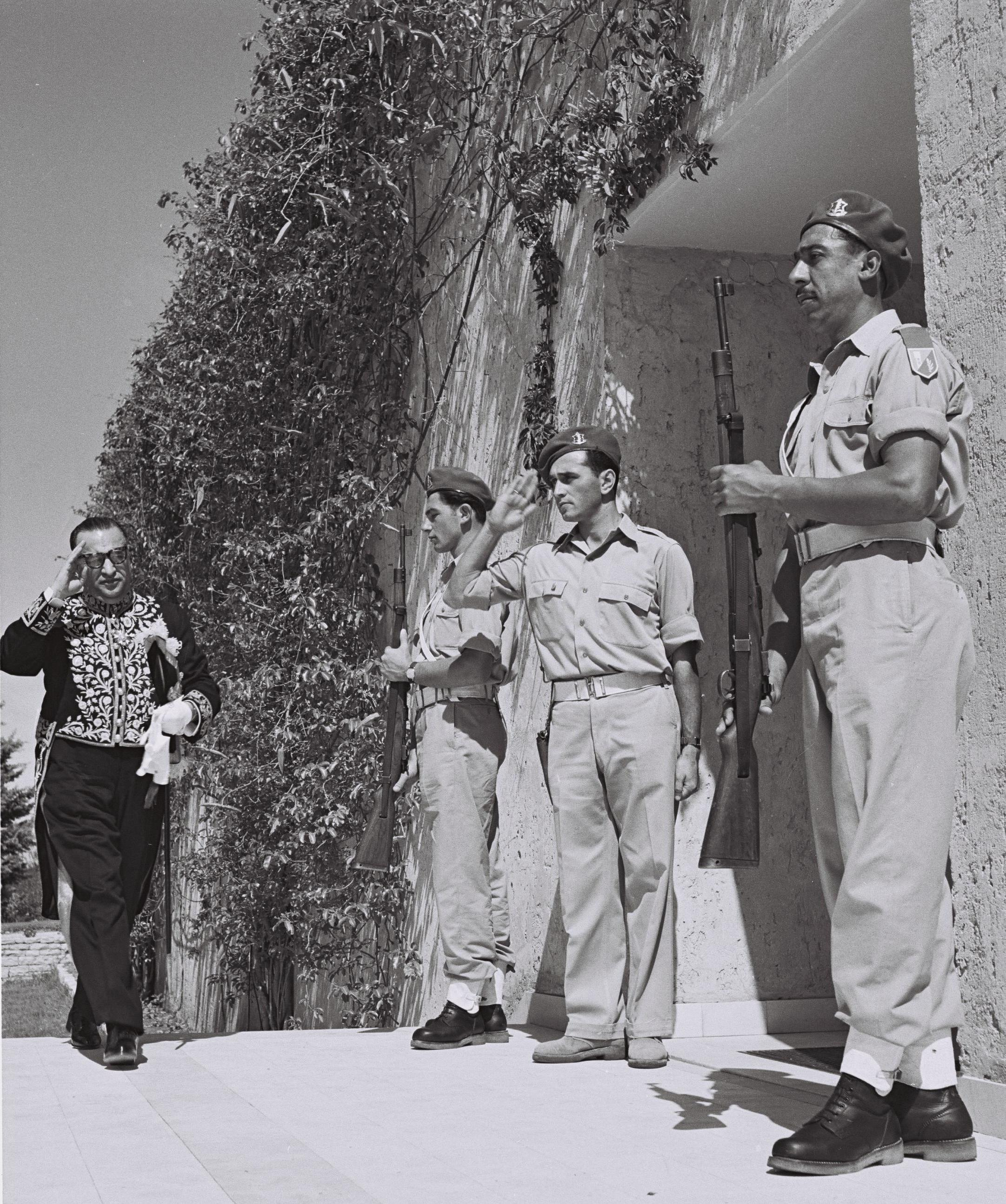
رضا صفی‌نیا در لباس تشریفاتی دربار ایران، حین ورود به خانهٔ شخصی حییم وایزمن، اولین رئیس‌جمهور اسرائیل جهت عرض تبریک به مناسبت سال‌روز استقلال اسرائیل ۱۹۵۰ م.
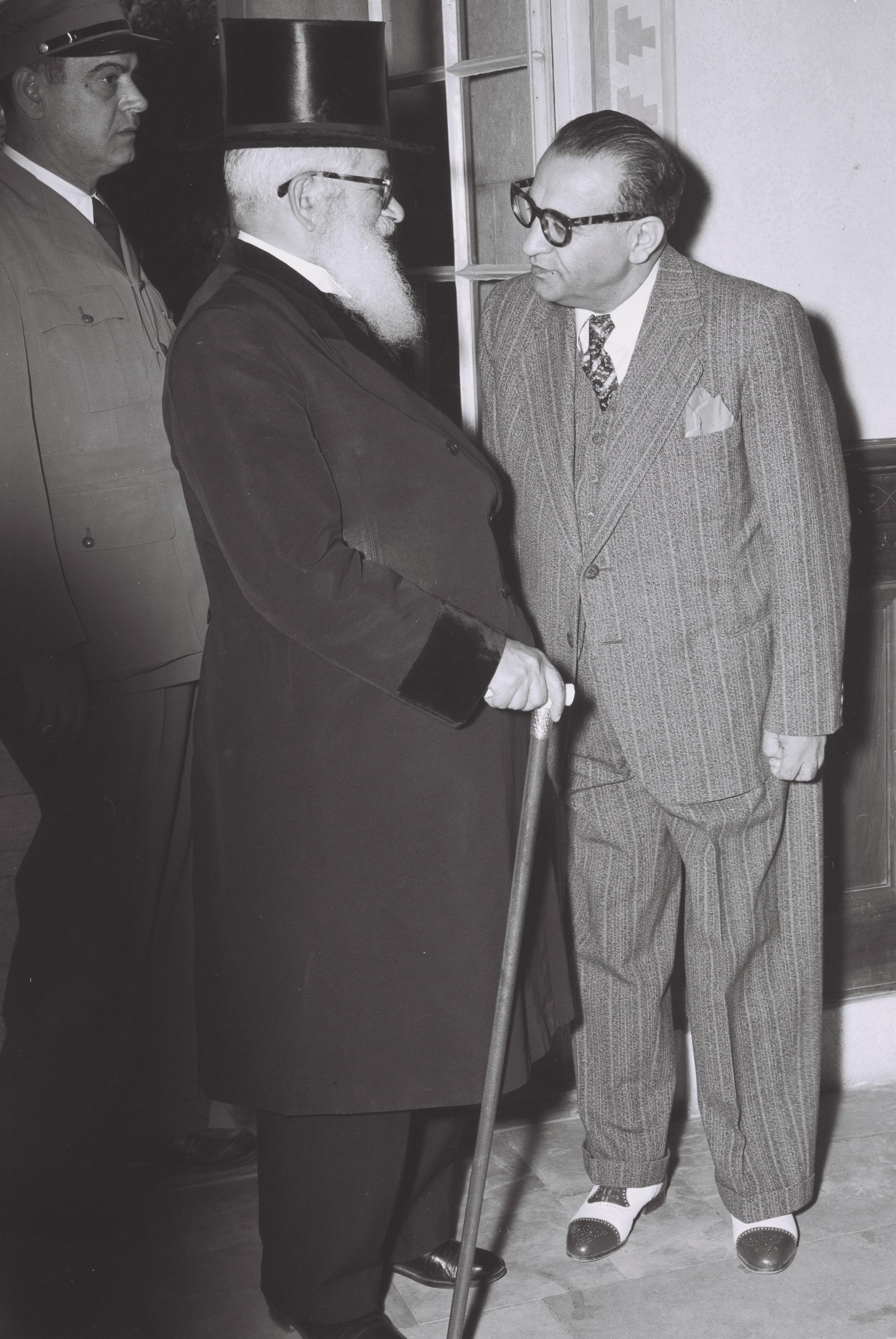
رضا صفی‌نیا در حال صحبت با اسحاق هالیوی هرتزوگ، اولین خاخام اعظم اسرائیل. او پدر و پدربزرگ ۲ رئیس‌جمهور بعدی اسرائیل است